# Metropolitansko mesto Bologna
Metropolitansko mesto Bologna (italijansko Città Metropolitana di Bologna) je metropolitansko mesto v deželi Emilija - Romanja v Italiji. Njeno glavno mesto je mesto Bologna. Nadomestila je pokrajino Bologna. Najprej je bila ustanovljena z reformo lokalnih oblasti (zakon 142/1990), nato pa z zakonom 56/2014. Deluje od 1. januarja 2015.
Metropolitansko mesto vodi metropolitanski župan (Sindaco metropolitano) in metropolitanski svet (Consiglio metropolitano).

## Zgodovina
Ostanke  Villanovske kulture (zgodnja železna doba) so v bližini Bologne odkrili arheologi leta 1853. Mesto so naselili Etruščani in ga poimenovali Velzna, pozneje pa preimenovali v Felsina. V 6. stoletju pred našim štetjem je bila Felsina znana po svojih trgih in trgovini. V tem obdobju je napadlo galsko pleme Boji in pomagalo povečati kmetijsko proizvodnjo v regiji. Rimljani so se okrog leta 220 pr. n. št. odločili osvojiti regijo in so bili uspešni v 180-ih pr. n. št.; po zajetju Felsine se je mesto preimenovalo v Bononijo. Potem ko je Rim padel leta 476 n. št. in je regija utrpela invazije barbarov, je Bononija postala trdnjava.
Mesto je bilo v lasti Karla Velikega, a je bilo leta 774 dano Svetemu sedežu. Sveto rimsko cesarstvo je posedovalo mesto, ki je postalo znano kot Bologna, komuna pa je postala okoli leta 1114, čeprav je želela neodvisnost. Lombardski ligi se je pridružil leta 1176, da bi premagala sile Svetega rimskega cesarstva, in Friderik I., sveti rimski cesar, je priznal njeno željo po neodvisnosti in ji podelil neko avtonomijo. Včlanila se je v drugo langobardsko ligo, da bi leta 1249 premagala Friderika II.. Leta 1506 je postala del Papeške države in se kasneje pridružila Kraljevini Italiji.
Univerza v Bologni je bila ustanovljena leta 1088 in je bila pred časom; njena posebnost je bilo rimsko in kanonsko pravo ter je postavila standarde v načinu organiziranja in učnem načrtu, ki so mu sledile druge univerze, ki so nastale drugje v Italiji.

## Geografija
Metropolitansko mesto Bologna je del italijanske dežele Emilija - Romanja na severozahodu Italije. Leži  v središču regije, na vzhodu jo omejuje pokrajina Ravena, medtem ko pokrajina Ferrara leži na severu, Modena pa na zahodu. Na jugu so metropolitansko mesto Firenze, pokrajina Prato in pokrajina  Pistoia, vse v deželi Toskana.
Metropolitansko ozemlje je večinoma ravninsko in se razteza od aluvialne Padske nižine do Apeninskih gora; najvišja točka v metropolitanskem mestu je vrh Corno alle Scale v občini Lizzano in Belvedere, z višino 1945 metrov.

### Naravna območja
Dediščino rastlinstva in živalstva na ozemlju Bolognese upravlja s sistemom, ki ga predstavlja 21 zavarovanih območij in 31 lokalno pomembnih območij. Skupna površina oktobra 2004 je znašala 71684 ha (kar predstavlja 19,36 % površine pokrajine). Posebej najdemo 5 deželnih parkov (Corno alle Scale, Gessi Bolognesi in Calanchi dell'Abbadessa, Monte Sole, opatija Monteveglio, jezera Suviana in Brasimone), 2 pokrajinska parka (Montovolo, La Martina), 1 naravni rezervat (naravni rezervat Contrafforte Pliocenico), 13 območij za ekološko uravnoteženje (ARE). Prisotnost habitatov v interesu skupnosti (pSIC in SPA, predvidena v Direktivi 92/43 / EGS) je zmerna: 34, kar ustreza 25,4 % tistih, ki jih je Evropska komisija navedla za celinsko regijo. Poleg tega je na ozemlju registriranih 70 različnih vrst naštetih v Prilogi I k Direktivi o pticah.